# ALIVE (SPEEDの曲)
「ALIVE」（アライブ）は、SPEEDの楽曲。7枚目のシングルとして1998年7月1日にリリース。

## 解説
出荷ベースで3作連続ミリオンセラーを記録。売り上げは前作「my graduation」が上だが、その年の第40回日本レコード大賞ではこの曲を歌った。
累計売上は132万枚（公称）。オリコン集計での累計売上は96.5万枚。

## 収録曲
1. ALIVE
作詞・作曲：伊秩弘将　編曲：水島康貴
SPEED4人が出演した映画「アンドロメディア」主題歌である。
PVは鶴岡雅浩監督が担当。
ベストアルバム『MOMENT』には収録されているが、オリジナルアルバムには収録されていない。
2. Up To You!
3. ALIVE (Instrumental)
4. Up To You! (Instrumental)

## 収録アルバム
- MOMENT (#1)
- SPEED THE MEMORIAL BEST 1335days Dear Friends 2 (#1,2)

## カバー
- ISSA（DA PUMP・2021年）